# Socialism i ett land
Socialism i ett land var en teori som lades fram av Josef Stalin 1924 och som utvecklades av Nikolaj Bucharin 1925. Det upptogs slutligen av Stalin som en statlig policy. Teorin innebar att på grund av att alla kommunistrevolutioner i Europa mellan 1917 och 1921 misslyckats förutom i Ryssland så skulle Sovjetunionen stärka sig själv internt först. Det var en förändring från den tidigare marxistiska riktlinjen att socialismen måste etableras globalt, och stod i bjärt motsats till Trotskijs teori om permanent revolution.
Även om det vid tiden framställdes som en tvungen ideologi och inte av vilja kom den att definiera riktningen av Sovjetunionens politiska konstruktion genom dess historia. Teorin menar att socialismen kan existera inom ett ensamt land trots en kapitalistisk världsmarknad. I dag används termen främst pejorativt eftersom tesen ses som antitetisk till socialismen.